# Bendigo
Bendigo är en stad i Victoria i södra Australien. Staden har ca 96 000 invånare vilket gör den till den fjärde största staden i Victoria efter Melbourne, Geelong och Ballarat.
Bendigo grundades 1851 och erhöll stadsrättigheter 1863. Fram till 1891 hette staden Sandhurst. Den grundades som guldgrävarstad och redan 1853 utvanns i omgivningarna guld för 2 miljoner pund årligen.

## Sport
Världsmästerskapen i orientering 1985 avgjordes här.
Bendigo har galopp- och travtävlingar.
Framstående cricketmatcher spelas på orten.

### Fotnoter
1. ↑   "3218.0 – Regional Population Growth, Australia, 2016: Population Estimates by Significant Urban Area, 2006 to 2016". Australian Bureau of Statistics. Australian Bureau of Statistics. 28 July 2017. Retrieved 26 October 2017. Estimated resident population, 30 June 2016.
2. ↑  Carlquist, Gunnar, red (1939 (nyutgåva)). Svensk uppslagsbok. Bd 3. Malmö: Svensk uppslagsboks förlag AB. sid. 536
3. ↑  Svensk uppslagsbok, 2:a upplagan, 1947 Arkiverad 23 oktober 2014 hämtat från the Wayback Machine.
4. ↑  ”World Orienteering Championships 1985” (på engelska). http://orienteering.org/events/?event_id=26. Läst 21 augusti 2012.